# Microbotryum calyptratae
Microbotryum calyptratae är en svampart som beskrevs av Vánky 1998. Microbotryum calyptratae ingår i släktet Microbotryum och familjen Microbotryaceae.   Inga underarter finns listade i Catalogue of Life.